# Gibanje
Gíbanje v fiziki opisuje pojav, da se s časom spreminja lega telesa glede na druga telesa ali pa lega dela telesa glede na druge dele telesa. Gibanje opisujemo v izbranem opazovalnem sistemu, to je koordinatnem sistemu, opremljenem z urami za merjenje časa.
Gibanje lahko opredelimo s funkcijo, ki opiše lego telesa v odvisnosti od časa. Prvi odvod te funkcije po času je hitrost, drugi odvod te funkcije po času pa pospešek. Gibanje je enakomerno, če se hitrost s časom ne spreminja ne po velikosti, ne po smeri (npr. premo enakomerno gibanje), ali pospešeno, če se s časom spreminja velikost ali smer hitrosti (npr. prosti pad, enakomerno ali neenakomerno kroženje)
Pri hitrostih, veliko manjših od hitrosti svetlobe, ostajajo masa in dolžine nespremenjene. Gibanje teles (na primer gibanje elektrona) s hitrostmi blizu hitrosti svetlobe opisuje posebna teorija relativnosti. V tem primeru se masa in dolžine spreminjajo v skladu z Lorentzevimi transformacijami.
Pojavilo se je več teženj, da bi nekoliko popravili posebno teorijo relativnosti, ki je po mnenju nekaterih avtorjev nepopolna. Poleg nespremenljivosti hitrosti svetlobe nastopa še nespremenljivost Planckove energije (glej dvojna posebna relativnost) ali pa spremenljivost hitrosti svetlobe.